# Lagunaseca (kommunhuvudort)
Lagunaseca är en kommunhuvudort i Spanien.   Den ligger i provinsen Provincia de Cuenca och regionen Kastilien-La Mancha, i den centrala delen av landet, 140 km öster om huvudstaden Madrid. Lagunaseca ligger 1 365 meter över havet och antalet invånare är 130.
Terrängen runt Lagunaseca är huvudsakligen kuperad, men åt sydväst är den platt. Terrängen runt Lagunaseca sluttar västerut. Runt Lagunaseca är det mycket glesbefolkat, med 7 invånare per kvadratkilometer. Närmaste större samhälle är Beteta, 6,6 km nordväst om Lagunaseca. 